# トゴン (フーシン部)
トゴン（モンゴル語: Toγon、生没年不詳）とは、13世紀初頭にチンギス・カンに仕えたフーシン出身の千人隊長。四駿と讃えられたチンギス・カンの最側近、ボロクル・ノヤンの息子にしてその後継者。
漢文史料の『元史』では脱歓(tuōhuān)と表記されるが、ペルシア語史料の『集史』など西方で編纂された史料には登場しない。

## 概要
『元史』ボロクル伝などによると、ボロクルが若くして亡くなった後地位を継承し、第4代皇帝モンケの遠征に従軍して武功があったという。しかし、これ以上のトゴンの事蹟については全く記録がなく、『集史』にも存在が言及されないためどのような遠征に参加したかなどは不明である。
また、『元朝秘史』ではモンゴル帝国建国時（1206年）に任命された95名の千人隊長（ミンガン）が列挙されているが、その内の一人「トゴン（脱歓）」がボロクルの子のトゴンと同一人物ではないかとする説もある。

## 子孫
ボロクルの子孫については史料間で情報が錯綜しており、特に漢文史料の『元史』とペルシア語史料の『集史』はボロクルの子孫についての記述が全く食い違う。『元史』はボロクルの息子がトゴン（脱歓）、その息子がモンケに仕えたシレムン（失里門）、更にその息子がテムルやカイシャンに仕えたオチチェル（月赤察児）であると記す。
一方、『集史』はボロクルの息子で後を継いだのはジュブクル・クビライ（jūbūkūr qūbīlāī）であり、更に「ボロクルの一族」トクチ・キュレゲン（tūqchī gūrkān）がクビライに仕えたとする。トゴン、シレムン、ジュブクル、トクチそれぞれの関係については記録がなく、不明な点が多い。

## フーシン部ボロクル家
- ボロクル・ノヤン（Boroqul ＞博爾忽/bóĕrhū, بورقول نويان/būrqūl nūyān）
  - 千人隊長トゴン（Toγon ＞脱歓/tuōhuān,جوبوکور قوبیلایjūbūkūr qūbīlāī?）
    - シレムン（Širemün ＞失里門/shīlǐmén）
      - 淇陽王オチチェル・ノヤン（Öčičer ＞月赤察児/yuèchìcháér, اوچاچار نويان/ūchāchār nūyān）
        - 淇陽王タラカイ（Taraqai ＞塔剌海/tǎlàhǎi طرقاي جنکسانک/ṭaraqāī chīnksānk）
        - 知枢密院事マラル（Maral ＞馬剌/mǎlà）
          - テムル・エブゲン（Temür ebügen ＞鉄木児也不干/tiěmùér yěbùgān）
          - 淇陽王オルジェイ・テムル（Öljei temür ＞完者鉄木児/wánzhě tiěmùér）

        - 淇陽王太師アスカン（Asqan/Torčiyan/Waidu ＞阿思罕/āsīhǎn 脱児赤顔/tuōérchìyán 𠇗頭/wāitóu ويتو جنکسانک/wāītū chīnksānk）
        - 淇陽王エセン・テムル（Esen temür＞也先鉄木児/yĕxiāntiĕmùér）

  - 行省兵馬都元帥タガチャル（Taγačar ＞塔察児/tǎcháér）
    - 行省兵馬都元帥ベルグテイ（Belgütei ＞別里虎䚟/biélǐhŭdǎi）
      - 蒙古軍万戸ミリチャル（Miričar ＞密里察児/mìlǐcháér）
        - 江西道都元帥アルクイ（Alqui ＞阿魯灰/ālŭhuī）
          - イキレテイ（Ikiretei ＞亦乞列歹/yìqǐlièdǎi）

        - 蒙古軍万戸ベルケ・ブカ（Berke buqa ＞別里閣不花/biélǐgébùhuā）
          - 服都万戸シリベキ（Siri begi ＞昔里別吉/xīlǐbiéjí）
            - 万戸カサル（Qasar ＞合撒児/hésāér）

      - 蒙古軍万戸スルドタイ（Suldutai ＞宋都䚟/sòngdōudǎi）